# Codice leopoldino
Il Codice leopoldino, presto conosciuto come "Legge leopoldina" o semplicemente "Leopoldina", indica una riforma del diritto penale del Granducato di Toscana emanata il 30 novembre 1786 dal granduca Pietro Leopoldo d'Asburgo. Con questa normativa il Granducato fu il primo Stato al mondo ad abolire formalmente la pena di morte.
Dal 2000 la Toscana ricorda la ricorrenza con la festa della Toscana, che si festeggia il 30 novembre, giorno di promulgazione del codice.

## Vicende storiche

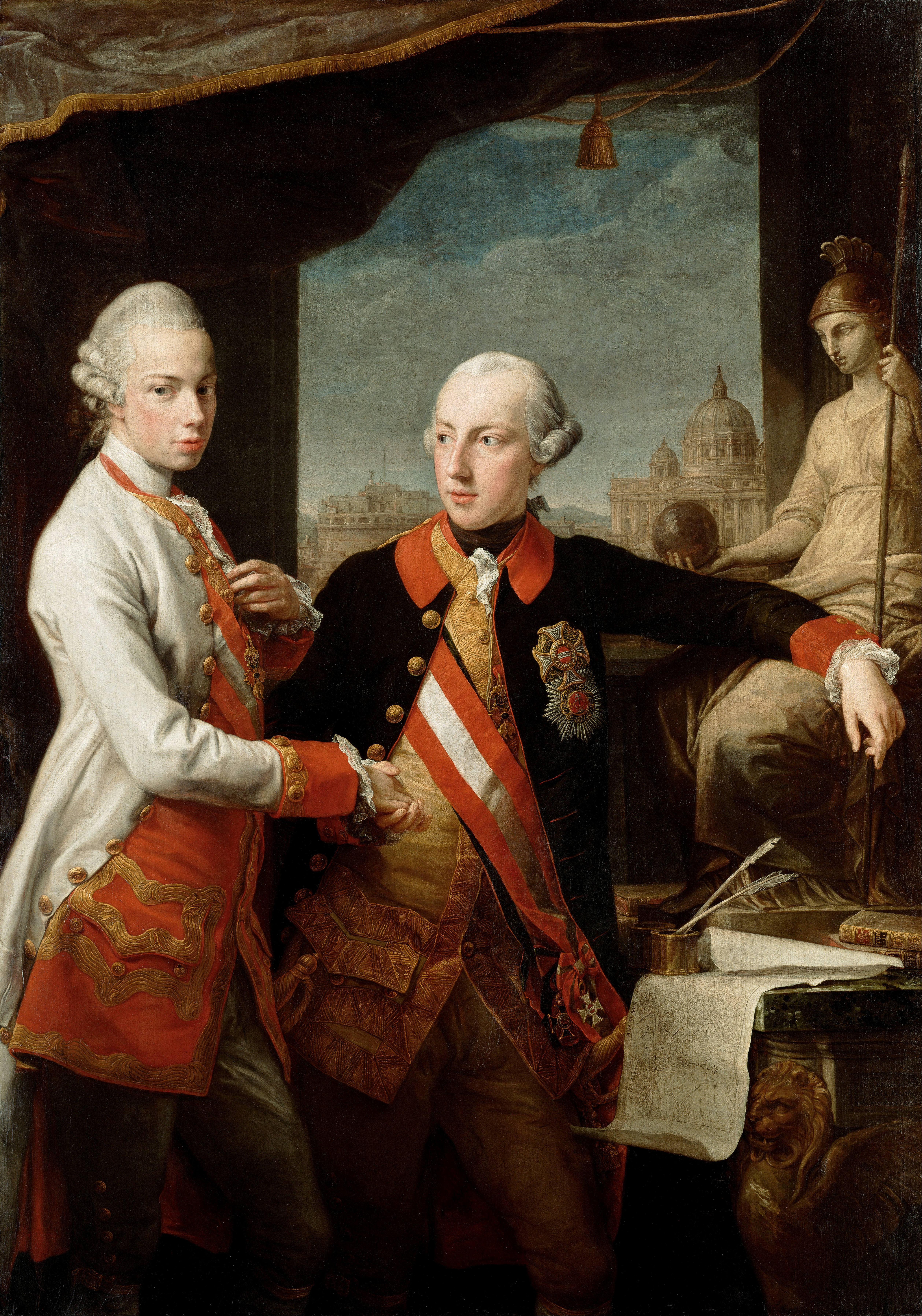
Pietro Leopoldo (a sinistra) e suo fratello Giuseppe II ritratti a Roma da Pompeo Batoni (1769). Vienna, Kunsthistorisches Museum.

L'emanazione del cosiddetto Codice leopoldino si inserisce nel quadro dell'intensa opera di riforme messa in cantiere da Pietro Leopoldo (granduca di Toscana dal 1765 al 1790, poi sacro romano imperatore dal 1790 al 1792), il primo degli Asburgo-Lorena a risiedere stabilmente a Firenze.
Pietro Leopoldo, seguace del giurista austriaco di origine trentina Carlo Antonio Martini, seguace di Cesare Beccaria che fu molto attivo nell'elaborazione della legislazione penale austriaca e lombarda della fine del Settecento, fu assistito nel corso del suo regno da validi ministri quali, tra gli altri, i giuristi fiorentini Pompeo Neri e Giulio Rucellai.
Dopo la sua emanazione, il Codice fu parzialmente modificato nel 1795 da Ferdinando III d'Asburgo-Lorena.
La consolidazione leopoldina tornò in vigore nei territori del Granducato con la Restaurazione, nel 1814, dopo la fine della parentesi dell'occupazione napoleonica (la Toscana, a parte la breve esperienza del Regno d'Etruria, era stata annessa all'Impero di Francia).
La Leopoldina rimase in vigore fino al 1853, quando fu emanato il nuovo Codice penale toscano. Nel 1847 entrò in vigore anche nel territorio dell'ex-Repubblica di Lucca, annessi in quell'anno al Granducato.

## Definizione formale della Leopoldina
Dal punto di vista formale giuridico, la Leopoldina non può essere definita un vero e proprio Codice nel senso moderno, poiché non abroga interamente le leggi previgenti, ma si limita a prescrivere la loro interpretazione conforme ai principi della riforma, anche per analogia. Inoltre non distingue tra diritto sostanziale e processuale, è scritta con stile discorsivo quasi come fosse un trattato e manca di divisioni sistematiche.
Perciò al riguardo del Codice leopoldino si è parlato di "codice bambino", rispetto alle prime codificazioni penali "mature" di poco successive ("Giuseppina" del 1787, Codici penali rivoluzionari francesi del 1791 e 1795, Codice penale universale austriaco del 1803, Codici di procedura civile e penale napoleonici del 1808 e 1810) il che non svaluta l'essenziale contributo di modernità portato da questa consolidazione delle antiche e frammentarie norme e consuetudini toscane.

## Contenuti
Nel campo della procedura penale, la riforma leopoldina modernizza molti aspetti del "metodo inquisitorio" (vigente all'epoca in tutti gli ordinamenti, tranne in parte l'Inghilterra) divenuti odiosi alla nuova mentalità settecentesca. Vennero aboliti la tortura giudiziaria, l'obbligo del giuramento e l'equiparazione della contumacia alla confessione, deprevilegiate le prove legali, autorizzata la concessione della libertà provvisoria e vietata la sperimentazione del testimone con il carcere.
Nel diritto sostanziale furono introdotti i criteri di mitezza e gradualità: come anticipato, fu soppressa per la prima volta in Europa la pena di morte, e inoltre furono abolite pene corporali truculente come la marchiatura a fuoco e le mutilazioni, e sevizie come i tratti di corda; furono abolite la confisca dei beni e la morte civile come pene accessorie. Rimasero tuttavia alcune pene anacronistiche come la gogna, le staffilate, la frusta pubblica e la frusta sull'asino; ma in generale fu ampliato il ricorso "umanitario" a pene pecuniarie oppure al carcere, all'esilio, al confino e all'ergastolo o i lavori forzati.
Fu abolito il reato di lesa maestà divina, ma gli altri reati contro la religione (per esempio la bestemmia e l'eresia) furono mantenuti in quanto ritenuti contrari all'ordine pubblico.

## Testo della legge
Di seguito un estratto del Proemio e dell'articolo LI (Abolizione della pena di morte) della Legge di riforma criminale del 30 novembre 1786, n. LIX:
"Pietro Leopoldo, per grazia di Dio, principe reale d'Ungheria e di Boemia, arciduca d'Austria, granduca di Toscana
[...]
Con la più grande soddisfazione del Nostro paterno cuore Abbiamo finalmente riconosciuto che la mitigazione delle pene congiunta con la più esatta vigilanza per prevenire le reazioni, e mediante la celere spedizione dei Processi, e la prontezza e sicurezza della pena dei veri Delinquenti, invece di accrescere il numero dei Delitti ha considerabilmente diminuiti i più comuni, e resi quasi inauditi gli atroci, e quindi Siamo venuti nella determinazione di non più lungamente differire la riforma della Legislazione Criminale, con la quale abolita per massima costante la pena di Morte, come non necessaria per il fine propostosi dalla Società nella punizione dei Rei, eliminato affatto l'uso della Tortura, la Confiscazione dei beni dei Delinquenti, come tendente per la massima parte al danno delle loro innocenti famiglie che non hanno complicità nel delitto, e sbandita dalla Legislazione la moltiplicazione dei delitti impropriamente detti di Lesa Maestà con raffinamento di crudeltà inventati in tempi perversi, e fissando le pene proporzionate ai Delitti, ma inevitabili nei respettivi casi, ci Siamo determinati a ordinare con la pienezza della Nostra Suprema Autorità quanto appresso.
[...]
LI. Abbiamo visto con orrore con quanta facilità nella passata Legislazione era decretata la pena di Morte per Delitti ancora non gravi, ed avendo considerato che l'oggetto della Pena deve essere la soddisfazione al privato ed al pubblico danno, la correzione del Reo figlio anche esso della Società e dello Stato, della di cui emenda non può mai disperarsi, la sicurezza nei Rei dei più gravi ed atroci Delitti che non restino in libertà di commetterne altri, e finalmente il Pubblico esempio, che il Governo nella punizione dei Delitti, e nel servire agli oggetti, ai quali questa unicamente diretta, è tenuto sempre a valersi dei mezzi più efficaci con il minor male possibile al Reo; che tale efficacia e moderazione insieme si ottiene più che con la Pena di Morte, con la Pena dei Lavori Pubblici, i quali servono di un esempio continuato, e non di un momentaneo terrore, che spesso degenera in compassione, e tolgono la possibilità di commettere nuovi Delitti, e non la possibile speranza di veder tornare alla Società un Cittadino utile e corretto; avendo altresì considerato che una ben diversa Legislazione potesse più convenire alla maggior dolcezza e docilità di costumi del presente secolo, e specialmente nel popolo Toscano, Siamo venuti nella determinazione di abolire come Abbiamo abolito con la presente Legge per sempre la Pena di Morte contro qualunque Reo, sia presente, sia contumace, ed ancorché confesso, e convinto di qualsivoglia Delitto dichiarato Capitale dalle Leggi fin qui promulgate, le quali tutte Vogliamo in questa parte cessate ed abolite.
[...]
Tale è la Nostra volontà, alla quale Comandiamo che sia data piena Esecuzione in tutto il nostro Gran-Ducato, non ostante qualunque Legge, Statuto, Ordine, o Consuetudine in contrario.
Dato in Pisa li 30. Novembre 1786.
Pietro Leopoldo
V. Alberti
In Firenze l'Anno 1786. Per Gaetano Cambiagi Stampator Granducale.